# オーラヴ5世 (ノルウェー王)

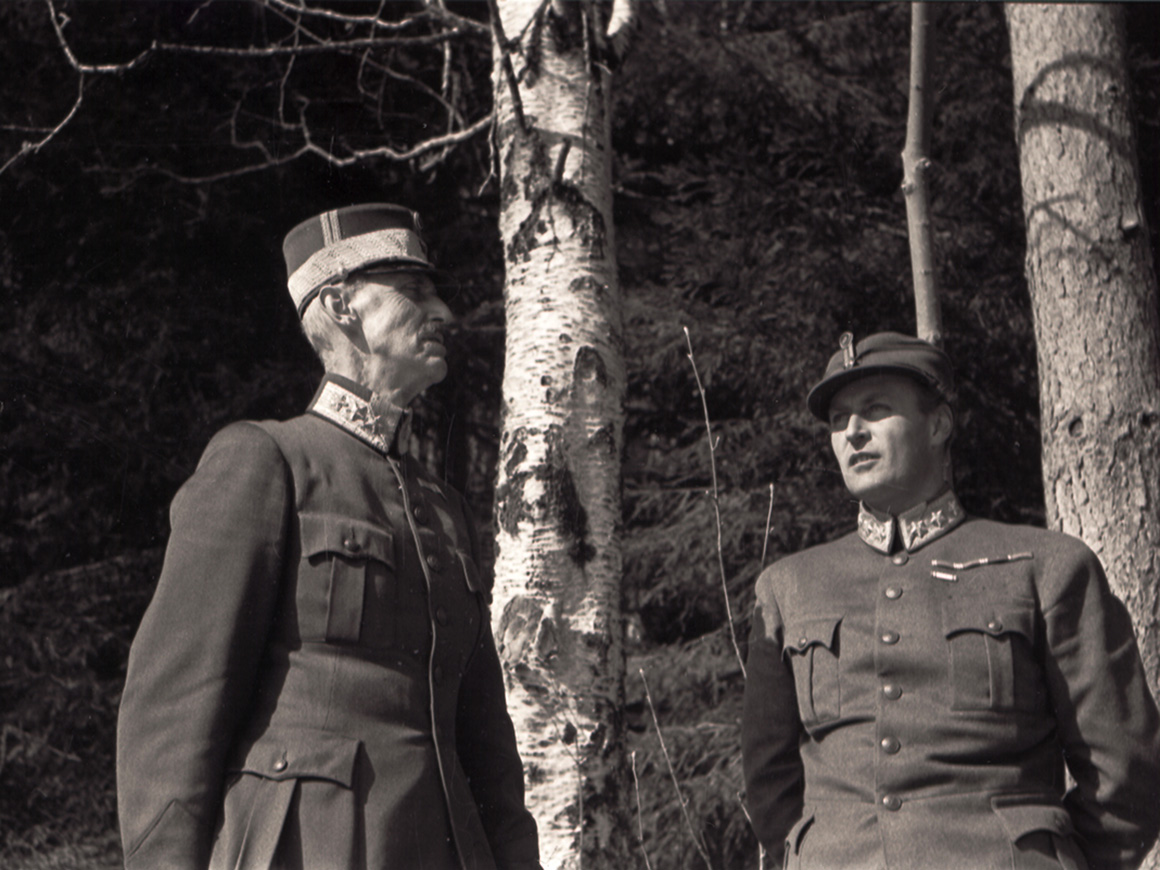
1940年4月、ホーコン7世とともにシラカバの下に立つオーラヴ王太子。

オーラヴ5世（ノルウェー語: Olav V，1903年7月2日 - 1991年1月17日）は、ノルウェー国王（在位：1957年 - 1991年）。

## 生涯
デンマーク王フレデリク8世の次男であったデンマーク王子カールと、イギリス王エドワード7世の三女モードの長男としてイギリスで生まれ、アレクサンデル（Alexander）と名付けられた。1905年に父がノルウェー王に選ばれ、ノルウェー風にホーコン7世を名乗った際、アレクサンデルも同じくノルウェー風にオーラヴ（Olav）と改名された。以後オーラヴは第一王位継承権者としてノルウェーで育てられた。
1924年にノルウェー陸軍士官学校を卒業した後、オックスフォード大学ベリオール・カレッジで法学と経済学を学んだ。1929年にスウェーデン国王オスカル2世の三男ヴェステルイェートランド公カールの次女で、父方の従姉にあたるマッタと結婚した。2人の間には1男2女、ラグンヒル、アストリッド、ハーラル5世が生まれた。
アスリートとしても知られ、1928年のアムステルダムオリンピックではセーリングで金メダルを獲得している。なおノルウェー代表唯一の金メダルだった。この他にスキージャンプも行っていた。
第二次世界大戦中は父王とともにイギリスに亡命しつつナチス・ドイツに抵抗し、ノルウェーの解放後に帰国した。1957年、父の死去により王位を継承した。
即位した後はその誠実な性格から「国民の王」として庶民から愛された。国王であるにもかかわらず自分で自動車を運転することを好み、自らハンドルを握りスキー場に向かう姿が良く見かけられた。
1973年のオイルショック時、ノルウェー国民は特定の週末の運転を禁止にすると定められた。それらの週末でも王族は運転が可能であったものの、自らが国民の模範であるべきとの信念を持っていた王は、運転禁止期間中にスキー場に向かう時は普通の国民と同じようにスキーウェアを着用し、スキー板を自分の肩に担ぎ、公共交通機関（鉄道）を利用してスキー場に向かった。そういった時もボディーガードをつけないことで知られており、のちにその理由をマスコミに問われた時、オーラヴ5世は「私には400万人のボディガード（当時のノルウェーの人口、すなわちノルウェー国民全員）がいたからね」と誇らしく答えた。
1968年、スキー界の発展に影響を及ぼした人物としてホルメンコーレン・メダルを受章した。